# Salomon Höhr
Salomon Höhr-Fehr (* 1807; † 1882; aus Sindelfingen) war ein deutscher Buchhändler und Verleger in der Schweiz. 
Höhr wurde 1832 von Friedrich Schulthess als Associé in die Schulthess’sche Buchhandlung und Buchdruckrei aufgenommen. Danach war Höhr danach Eigentümer der Buch-, Kunst- und Musikalienhandlung Höhr & Langbein in Baden AG, Gesellschafter der Schulthess'schen Buchhandlung in Zürich und Eigentümer der S. Höhr in Zürich. 1849 war er Mitgründer des Schweizerischen Buchhändlervereins.